# Distretto di Borzna
Il distretto di Borzna (in ucraino Борзнянський район?) era un distretto (rajon) dell'Ucraina, situato nell'oblast' di Černihiv. Il suo capoluogo era Borzna. È stato soppresso con la riforma amministrativa del 2020.